# Wszechświat jednego elektronu
Jednoelektronowy wszechświat – postulat zaproponowany został przez fizyka teoretycznego Johna Wheelera w rozmowie telefonicznej z Richardem Feynmanem wiosną 1940. Wheeler podczas rozmowy postawił hipotezę, że wszystkie elektrony i pozytony są w rzeczywistości przejawami pojedynczego bytu poruszającego się do tyłu lub do przodu w czasie. Jak podaje Feynmana:

Pewnego dnia otrzymałem telefon w college’u podyplomowym w Princeton od profesora Wheelera, powiedział mi wtedy: „Feynman, wiem, dlaczego wszystkie elektrony mają ten sam ładunek i tę samą masę”. „Dlaczego?” „Ponieważ wszystkie są tym samym elektronem!”

Podobny „opis unicestwiania par zygzakowatej linia świata” został niezależnie opracowany w tym samym czasie przez Stueckelberga.

## Ogólny zarys
Pomysł opiera się na liniach świata wytyczonych w czasoprzestrzeni przez każdy elektron. Zamiast mieć niezliczoną ilość linii, Wheeler zasugerował, że wszystkie mogą być częściami jednej linii, jak ogromny splątany węzeł, wytyczony przez jeden elektron. Dowolny moment w czasie jest reprezentowany przez wycinek w czasoprzestrzeni i bardzo wiele razy spotkałby się z węzłową linią. Każde takie miejsce spotkania reprezentuje rzeczywisty elektron w danym momencie.
W tych punktach połowa linii będzie skierowana do przodu w czasie, a połowa zapętli się i będzie skierowana do tyłu. Wheeler zasugerował, że te odwrócone sekcje pojawiły się jako antycząstka elektronu, pozytony.
Zaobserwowano znacznie więcej elektronów niż pozytonów, więc uważa się, że liczba elektronów jest znacznie większa. Feynman poruszył tę kwestię z Wheelerem, który spekulował, że brakujące pozytony mogą być ukryte w protonach.
Feynmana uderzyło spostrzeżenie Wheelera, że antycząstki mogą być reprezentowane przez odwrócone linie świata, i przypisuje to Wheelerowi, mówiąc w swoim przemówieniu noblowskim:
 

Nie potraktowałem idei, że wszystkie elektrony są tym samym elektronem [Wheelera] tak poważnie, jak spostrzeżenie, że pozytony można po prostu przedstawić jako elektrony przechodzące z przyszłości do przeszłości w tylnej części ich linii świata. To jest to, co od niego ukradłem!

Feynman zaproponował później tę interpretację pozytonu, jako elektronu cofającego się w czasie, w swoim artykule „The Theory of Positrons” z 1949 roku. Yoichiro Nambu później zastosował to do całej produkcji i anihilacji par cząstka-antycząstka, stwierdzając, że „ewentualne tworzenie i unicestwianie par, które może wystąpić od czasu do czasu, nie jest ani stworzeniem, ani anihilacją, lecz jedynie zmianą kierunku poruszających się cząstek, od z przeszłości do przyszłości lub z przyszłości do przeszłości”.